# Wentworth Woodhouse
Wentworth Woodhouse – rezydencja arystokratyczna w północnej Anglii, w hrabstwie South Yorkshire, w dystrykcie Rotherham, położona koło wsi Wentworth, na północny zachód od miasta Rotherham. Jest to jedna z największych prywatnych rezydencji w Wielkiej Brytanii; fasada o szerokości 188 m jest najszersza wśród budowli tego typu w kraju.
Budynek jest zabytkiem klasy I (najwyższej), otaczające go ogrody są zabytkiem klasy II*. W ich obrębie znajduje się kilkadziesiąt innych zabytkowych obiektów budowlanych, w tym stajnie, wieża upamiętniająca stłumienie powstania jakobickiego w Szkocji (Hoober Stand) oraz cenotaf premiera  Charlesa Watsona-Wentwortha (Rockingham Mausoleum). Kompleks popadł w zaniedbanie w XX wieku, rezydencja została umieszczona na liście zabytków zagrożonych. W 2017 roku rozpoczęto wieloletni program renowacji.

## Historia
Rezydencja w obecnym kształcie została wzniesiona w XVIII wieku, wkomponowano w nią elementy starszego dworu z 1630 roku. Część zachodnią w stylu barokowym zbudowano w latach ok. 1725–1734 dla Thomasa Watsona-Wentwortha, markiza Rockingham. Jej projektant jest nieznany, mógł być nim William Etty. Część wschodnia w stylu palladiańskim powstała w latach 1734–ok. 1760 według projektu Henry′ego Flitcrofta, który po śmierci Thomasa kontynuował pracę na zlecenie jego syna Charlesa (przyszłego premiera Wielkiej Brytanii). W latach 1782–1784 dalszą rozbudowę przeprowadził architekt John Carr.
Pod koniec XVIII wieku posiadłość przeszła na własność rodu Fitzwilliam, należącego do najzamożniejszych w kraju za sprawą posiadanych kopalni węgla. Sama posiadłość ulokowana była na nieeksploatowanym złożu tego surowca. Wkrótce po zakończeniu II wojny światowej, w obliczu niedoborów węgla, rząd brytyjski pod przewodnictwem premiera Clementa Attleego przeprowadził nacjonalizację kopalń (1947) i wkrótce podjął kontrowersyjną decyzję o rozpoczęciu jego wydobycia w bezpośredniej bliskości rezydencji, niszcząc tereny parkowo-ogrodowe. W latach 1949–1979 większa część budynku dzierżawiona była uczelni Lady Mabel College of Physical Education, a następnie (1979–1988) Sheffield Polytechnic. Ostatni spadkobierca rodu Fitzwilliam sprzedał rezydencję w 1988 roku, ta popadła w daleko idące zaniedbanie. W 2017 roku właścicielem kompleksu została organizacja non-profit Wentworth Woodhouse Preservation Trust, której celem jest jego pełna renowacja. Jest to jedno z największych przedsięwzięć tego typu w Wielkiej Brytanii. Obiekt otwarty jest dla zwiedzających.

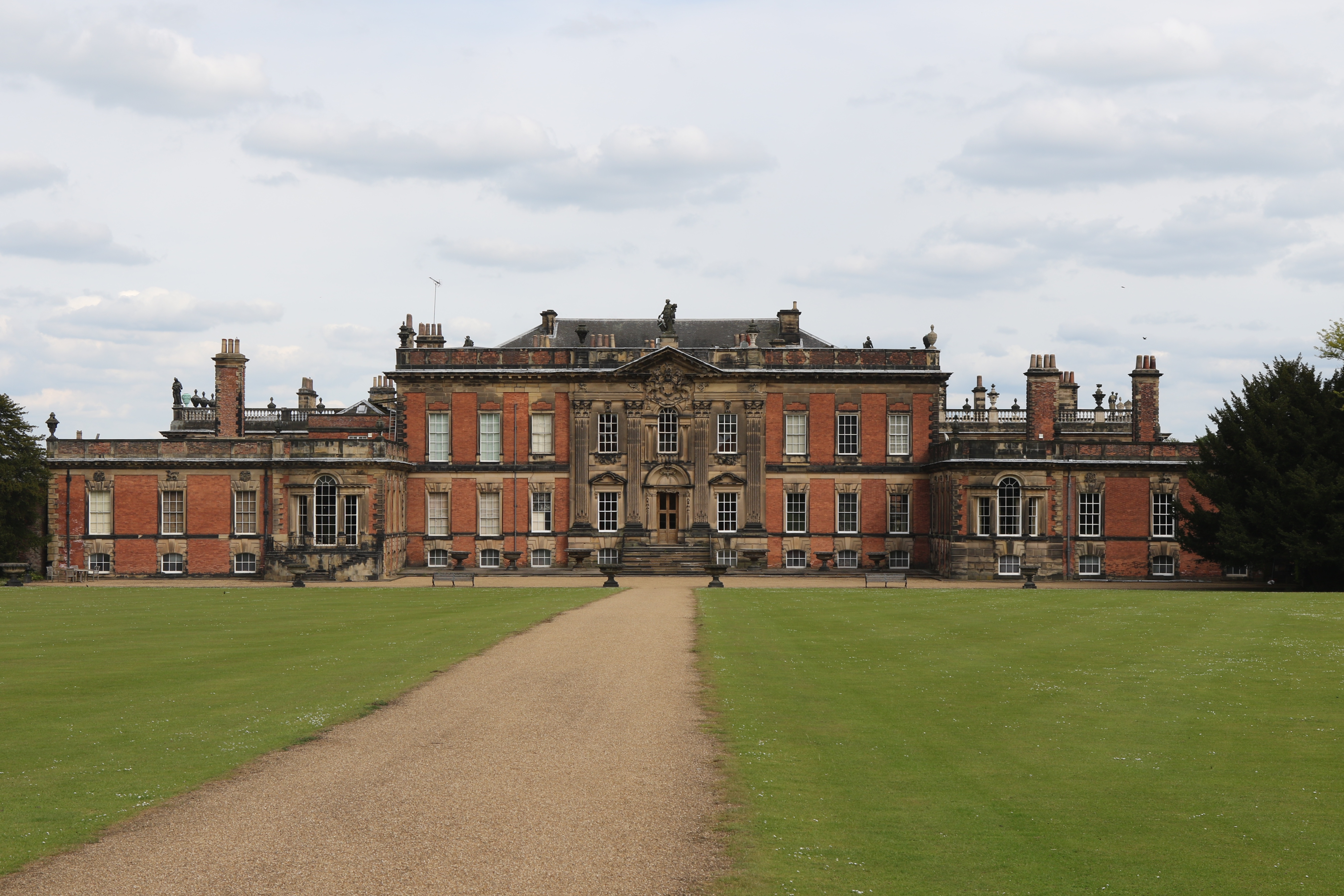
Fasada zachodnia
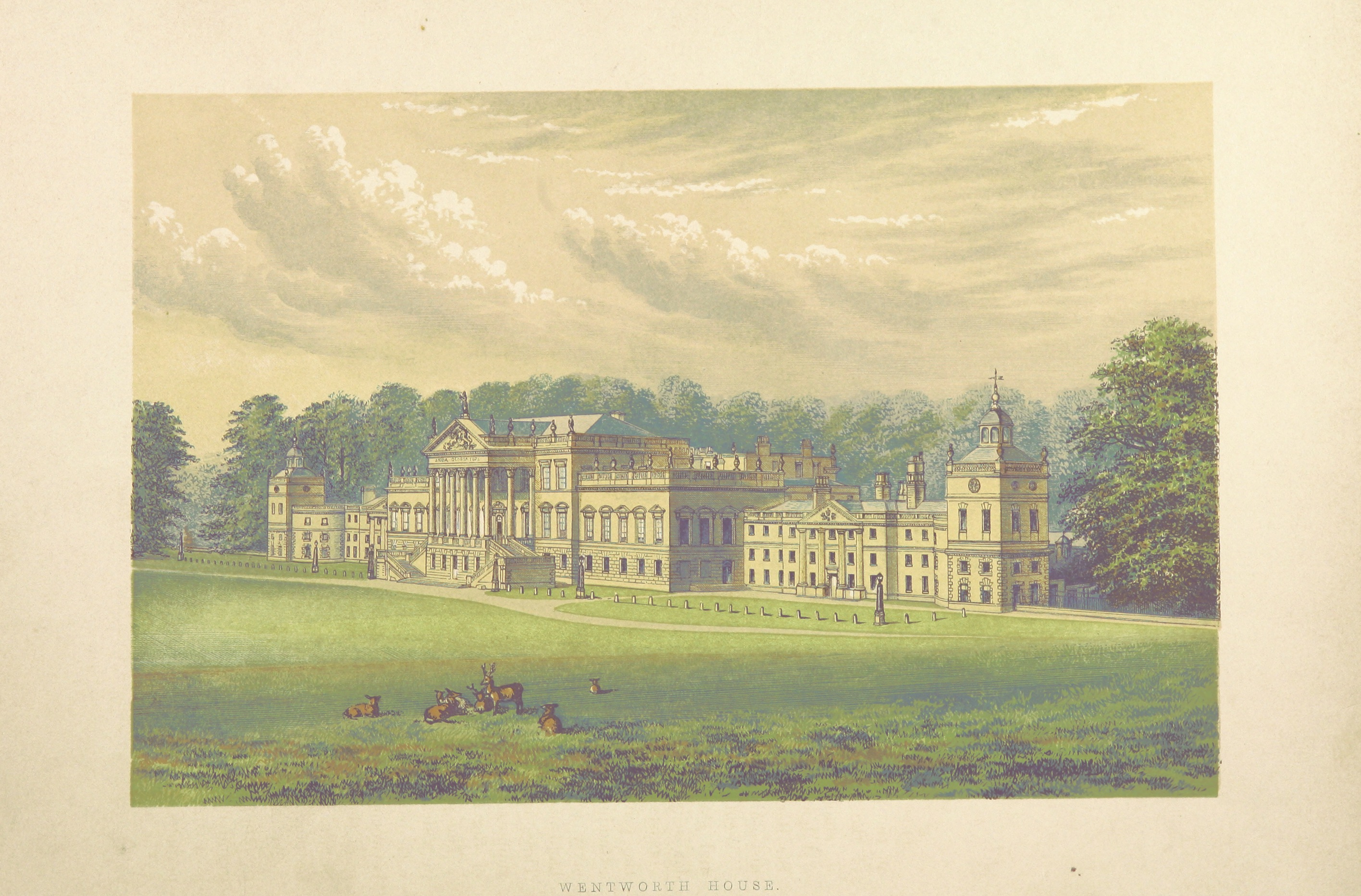
Rezydencja na ilustracji z 1866 roku
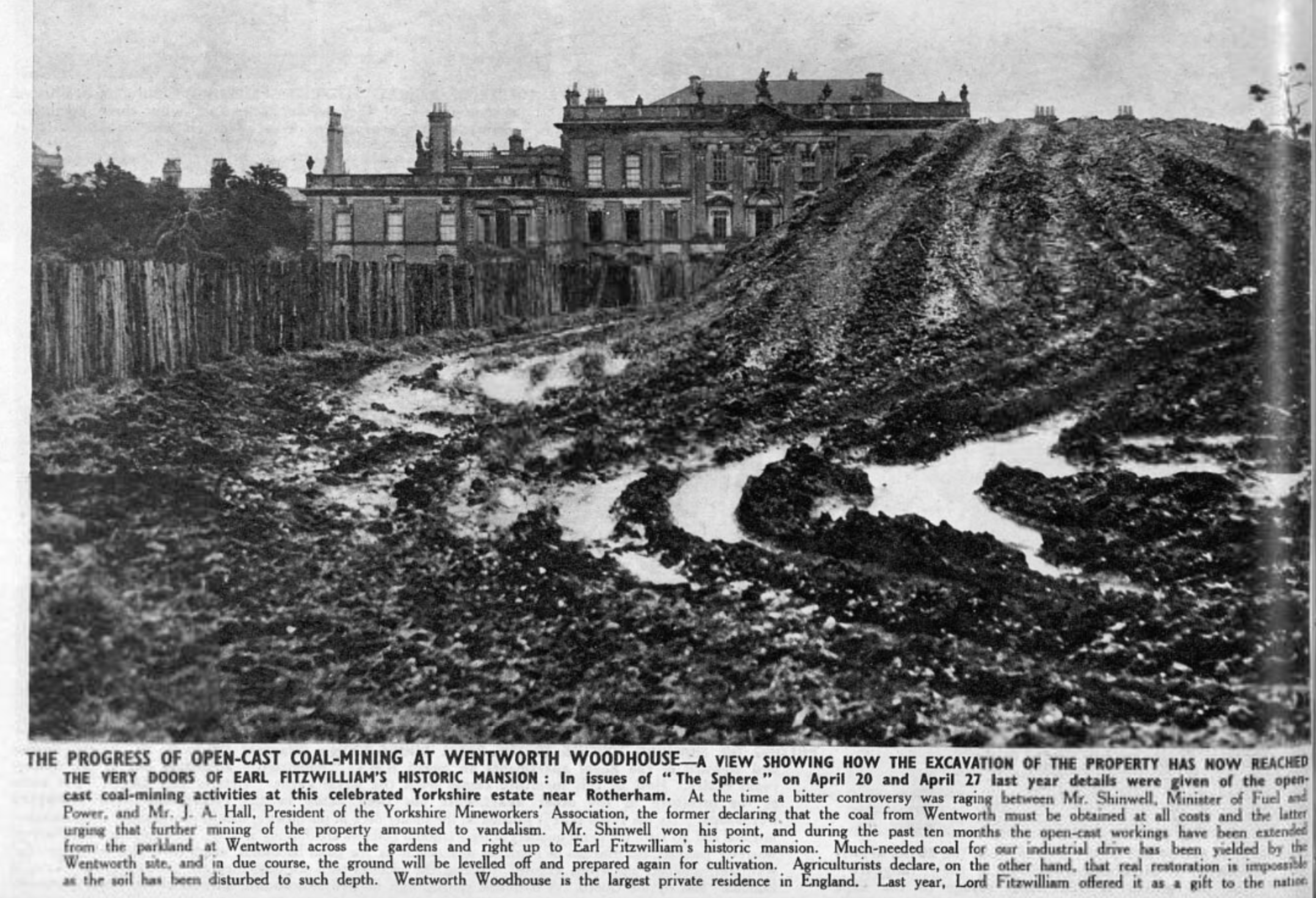
Wydobycie węgla na terenie posiadłości (1947)